# رخدادهای نادر
رخدادهای نادر، رویدادهای کم‌سابقه یا رویدادهای شدید، اتفاقاتی هستند که خیلی کم پیش می‌آیند اما اثرات خیلی بزرگی دارند و می‌توانند سامانه‌های مختلف مثل بازارهای مالی، اقیانوس‌ها یا حتی جوامع را به هم بریزند. این اتفاقات می‌توانند طبیعی باشند مثل زمین‌لرزه، سونامی، سیل یا طوفان‌های خیلی شدید. یا می‌توانند ساختهٔ دست انسان باشند مثل جنگ، حملات تروریستی یا بحران‌های مالی. بعضی از این رویدادها هم ترکیبی از عوامل طبیعی و انسانی هستند مثل بیماری‌های واگیردار یا تغییرات آب و هوایی.

## نگاه کلی
رخدادهای نادر یا شدید، اتفاقاتی هستند که به ندرت رخ می‌دهند، اما می‌توانند اثرات بسیار بزرگی داشته باشند. نمونه‌هایی از این رویدادها شامل زلزله‌های بزرگ، حوادث هسته‌ای و تغییرات شدید در بازارهای مالی می‌شود.
برای بررسی این رویدادها، از روش‌هایی مثل مدل‌سازی و تحلیل داده‌ها استفاده می‌شود. با استفاده از مدل‌های آماری و نرم‌افزاری، می‌توان این رویدادها را شبیه‌سازی کرد و احتمال وقوع آنها را در آینده پیش‌بینی کرد. این کار به ما کمک می‌کند تا برای کاهش خطرات و برنامه‌ریزی بهتر آماده باشیم.
داده‌های مربوط به رویدادهای نادر اغلب زیرمجموعه‌ای از داده‌های مربوط به رویدادهای معمول‌تر هستند. به عنوان مثال، داده‌های مربوط به زلزله‌های شدید در دل داده‌های مربوط به فعالیت‌های لرزه‌ای کوچک‌تر قرار دارند.
در ادامه، فهرستی از مجموعه داده‌هایی که در حوزه‌های مختلف مورد توجه هستند و رویدادهای نادر در آن‌ها می‌توانند پیامدهای مخربی داشته باشند، آورده شده است. این داده‌ها از منابع مختلف جمع‌آوری شده‌اند و می‌توانند برای تحقیقات و سیاست‌گذاری مفید باشند.

### درگیری‌ها
- پایگاه داده درگیری‌های مسلحانه:[۱] پایگاه داده درگیری‌های مسلحانه (ACD)، درگیری‌های مسلحانه در سراسر جهان را رصد می‌کند و بر روندهای سیاسی، نظامی و بشردوستانه درگیری‌های فعلی تمرکز دارد، خواه شورش‌های محلی، شورش‌های طولانی‌مدت، جنگ‌های داخلی یا درگیری‌های بین‌دولتی. علاوه بر پیشینه تاریخی جامع برای هر درگیری، جدول زمانی هفتگی و به‌روزرسانی‌های ماهانه، آمار، داده‌ها و گزارش‌های ACD به سال ۱۹۹۷ برمی‌گردد.
- پروژه داده‌های مکان و رویداد درگیری مسلحانه:[۲] مجموعه داده‌های درگیری مسلحانه، رویدادهای رخ داده در آفریقا را از سال ۱۹۹۷ تا کنون پوشش می‌دهد. این مجموعه داده شامل تاریخ رویداد، طول و عرض جغرافیایی و مقیاس شدت تلفات است.
- اختلافات بین‌دولتی نظامی:[۳] مجموعه داده‌های اختلافات بین‌دولتی نظامی (MID) «اطلاعاتی در مورد درگیری‌هایی ارائه می‌دهد که در آن یک یا چند کشور، یک یا چند کشور دیگر را بین سال‌های ۱۸۱۶ تا ۲۰۱۰ تهدید، نمایش یا از زور علیه آنها استفاده می‌کنند».
- کارگروه بی‌ثباتی سیاسی (PITF) مجموعه مشکلات شکست دولت، ۱۹۵۵–۲۰۱۳:[۴] مجموعه مشکلات شکست دولت، کارگروه بی‌ثباتی سیاسی (PITF)، بخشی از یک پایگاه داده بزرگ‌تر درگیری مسلحانه است که توسط مرکز صلح سیستمی از داده‌های منبع باز تولید شده است. داده‌های PITF در زیرمجموعه‌های مختلف در دسترس هستند: جنگ قومی، جنگ انقلابی، تغییر رژیم نامطلوب و نسل‌کشی یا سیاست‌کشی.
- پایگاه داده رند از حوادث تروریستی در سراسر جهان:[۵] مجموعه داده‌های پایگاه داده رند (Rand) از حوادث تروریستی در سراسر جهان، حوادث تروریستی را در سراسر جهان از سال ۱۹۶۸ تا ۲۰۰۹ پوشش می‌دهد اما در حال حاضر فعال نیست. این مجموعه داده شامل تاریخ، مکان (شهر، کشور)، عامل، شرح مفصل و تعداد مجروحان و کشته‌شدگان است.
- رویدادهای مهم خشونت سیاسی:[۶] مجموعه داده رویدادهای مهم خشونت سیاسی، بخشی از یک پایگاه داده بزرگ‌تر درگیری مسلحانه است که توسط مرکز صلح سیستمی تولید شده است. داده‌های خشونت سیاسی شامل داده‌های سالانه، چندملیتی و سری زمانی در مورد نمرات بزرگی جنگ بین‌دولتی، اجتماعی و جمعی (استقلال، بین‌دولتی، قومی و داخلی؛ خشونت و جنگ) برای همه کشورها است.

### بلایای طبیعی
- سامانه پیشرفته ملی لرزه‌نگاری (ANSS) کاتالوگ جامع زمین‌لرزه (ComCat):[۷] کاتالوگ جامع ANSS (ComCat) شامل پارامترهای منبع زلزله (مثلاً هیپوسنترها، بزرگی‌ها، فازها و دامنه‌ها) و سایر محصولات (مثلاً حل تانسور گشتاور، اطلاعات ماکروسایزمی، خلاصه‌های زمین‌ساختی، نقشه‌ها) تولید شده توسط شبکه‌های لرزه‌نگاری مشارکت‌کننده است.
- رصدخانه سیل دارتموث:[۸] رصدخانه سیل دارتموث از «اندازه‌گیری و مدل‌سازی فضایی آب‌های سطحی» برای ردیابی سیل استفاده می‌کند و از گزارش‌های خبری برای اعتبارسنجی نتایج استفاده می‌کند. این مجموعه داده شامل کشور، تاریخ شروع، تاریخ پایان، مساحت کیلومتر مربع آسیب‌دیده و علت سیل است. علاوه بر این، این مجموعه داده شامل مقیاس‌های بزرگی زیادی مانند: مردگان، آوارگان، شدت، خسارت و بزرگی سیل است.
- برنامه ملی بیمه سیل ایالات متحده:[۹] مجموعه داده‌های برنامه ملی بیمه سیل ایالات متحده شامل یک جدول داده است که جزئیات رویدادهای سیل با ۱۵۰۰ یا بیشتر خسارت پرداخت شده از سال ۱۹۷۸ تا ماه و سال جاری را شرح می‌دهد. این جدول شامل نام و سال رویداد، تعداد خسارات پرداخت شده، کل مبلغ پرداخت شده و میانگین پرداخت به ازای هر خسارت است.
- FAOSTAT (قحطی):[۱۰] مجموعه داده FAOSTAT توسط بخش آمار سازمان غذا و کشاورزی سازمان ملل متحد (FAO) توسعه یافته است. این یک مجموعه داده فعال جهانی است که رویدادهای قحطی را از ۱۹۹۰–۲۰۱۳ پوشش می‌دهد.
- برنامه جهانی آتشفشان‌شناسی:[۱۱] «آتشفشان‌های جهان یک پایگاه داده است که ویژگی‌های فیزیکی آتشفشان‌ها و فوران‌های آن‌ها را شرح می‌دهد.» داده‌ها شامل تاریخ شروع، تاریخ پایان، نام آتشفشان (که می‌توان از آن برای جستجوی مکان استفاده کرد) و مقیاس بزرگی VEI است.
- پایگاه داده بین‌المللی بلایا:[۱۲] EM-DAT شامل داده‌های اصلی ضروری در مورد وقوع و اثرات بیش از ۱۸۰۰۰ فاجعه جمعی در جهان از سال ۱۹۰۰ تا کنون است. این پایگاه داده از منابع گوناگونی از جمله آژانس‌های سازمان ملل متحد، سازمان‌های غیردولتی، شرکت‌های بیمه، پژوهشگاه‌ها و خبرگزاری‌ها گردآوری شده است.
- NOAA Natural Hazards:[۱۳] مجموعه داده Natural Hazards بخشی از مرکز ملی داده‌های ژئوفیزیکی است که توسط اداره ملی اقیانوسی و جوی ایالات متحده (NOAA) اداره می‌شود. مرکز ملی داده‌های ژئوفیزیکی داده‌های سونامی، زلزله و آتشفشان را برای حمایت از تحقیقات، برنامه‌ریزی، واکنش و کاهش بایگانی و جمع‌آوری می‌کند. داده‌های بلندمدت، از جمله عکس‌ها، می‌توانند برای ایجاد تاریخچه وقوع بلایای طبیعی و کمک به کاهش رویدادهای آینده استفاده شوند.

### بیماری‌ها
- FluView:[۱۴] FluView توسط مراکز کنترل بیماری ایالات متحده (CDC) تولید می‌شود و اطلاعات نظارت هفتگی آنفلوانزا را در ایالات متحده بر اساس منطقه سرشماری ارائه می‌دهد و شامل تعداد افراد آزمایش شده و تعداد موارد مثبت است.
- اطلس جهانی سلامت:[۱۵] اطلس جهانی سلامت شامل داده‌های مربوط به چهار بیماری واگیر است: وبا، آنفولانزا، فلج اطفال و تب زرد. این یک مجموعه داده فعال جهانی است که تعداد موارد و مرگ و میر ناشی از این بیماری‌های عفونی را پوشش می‌دهد.

### متفرقه
- پایگاه داده ایمنی هوانوردی:[۱۶] پایگاه داده ایمنی هوانوردی، حوادث ایمنی هوانوردی را در سراسر جهان پوشش می‌دهد. هر حادثه، محل حادثه، فرودگاه‌های مبدأ و مقصد، تعداد تلفات و نوع هواپیمای درگیر در حادثه را گزارش می‌کند.
- پایگاه داده حوادث رادیولوژیکی و رویدادهای مرتبط:[۱۷] پایگاه داده حوادث رادیولوژیکی و رویدادهای مرتبط، رویدادهایی را پوشش می‌دهد که منجر به تابش پرتوی حاد به انسان شده است که برای ایجاد تلفات کافی است. این پایگاه داده شامل تاریخ، مکان، تعداد مرگ و میر، تعداد مجروحان و بالاترین دوز ثبت شده تشعشع است.